# Galbella holmi
Galbella holmi es una especie de escarabajo del género Galbella, familia Buprestidae. Fue descrita científicamente por Kalashian en 1996.